# Stardust We Are
Stardust We Are è il terzo album in studio del gruppo musicale svedese The Flower Kings, pubblicato nel 1997 dalla Inside Out Music.

## Tracce
CD1
Testi e musiche di Roine Stolt, eccetto dove indicato.
1. In the Eyes of the World – 10:38
2. A Room With a View – 1:26 (Tomas Bodin)
3. Just This Once – 7:53
4. Church of Your Heart – 9:10
5. Poor Mr. Rain's Ordinary Guitar – 2:43
6. The Man Who Walked With Kings – 4:59
7. Circus Brimstone – 12:03 (Tomas Bodin, Roine Stolt)
8. Crying Clown – 0:57 (Tomas Bodin)
9. Compassion – 4:45

CD2
Testi e musiche di Roine Stolt, eccetto dove diversamente indicato.
1. Pipes of Peace – 1:19 (musica: Tomas Bodin, Roine Stolt)
2. The End of Innocence – 8:28
3. The Merrygoround – 8:17
4. Don of the Universe – 7:02
5. A Day at the Mall – 0:45 (Tomas Bodin)
6. Different People – 6:19
7. Kingdom of Lies – 5:48 (Tomas Bodin, Roine Stolt)
8. If 28 – 2:15
9. Ghost of the Red Cloud – 4:37
10. Hotel Nirvana – 1:49
11. Stardust We Are – 25:02

## Formazione
- Roine Stolt – voce, chitarra, tastiera, basso
- Tomas Bodin – tastiera
- Michael Stolt – basso
- Jaime Salazar – batteria
- Hans Bruniusson – percussioni
- Hasse Fröberg – voce
- Ulf Wallander – sassofono soprano